# Gemeinsames Vokabular für öffentliche Aufträge
Das Gemeinsame Vokabular für öffentliche Aufträge (englisch Common Procurement Vocabulary – CPV) ist das einheitliche Klassifizierungssystem in Europa für das öffentliche Beschaffungswesen. Die Verwendung des CPV-Codes ist durch die Europäische Union für die Anwendung im öffentlichen Vergabewesen ab den EU-Schwellenwerten vorgeschrieben. Viele E-Vergabe- und Bekanntmachungsplattformen in Deutschland orientieren sich auch unterhalb der EU-Schwellenwerte am CPV-Code.
Das Gemeinsame Vokabular stellt sich als eine Liste von Leistungen und Liefergegenständen dar, denen jeweils ein eindeutiger Schlüssel (CPV-Nr. bzw. CPV-Code) zugeordnet ist.
Die CPV-Nummern und -Bezeichnungen waren in der Verordnung (EG) Nr. 2195/2002 des Europäischen Parlaments und des Rates vom 5. November 2002 über das Gemeinsame Vokabular für öffentliche Aufträge (CPV) festgelegt. Diese Verordnung wurde geändert durch die Verordnung (EG) Nr. 213/2008 vom 15. März 2008.
Die EU-Kommission hat neue Vorgaben für die Zuordnung der CPV-Codes in EU-Bekanntmachungen eingeführt. Auftragsbekanntmachungen, in denen Regel (RULE="388") nicht eingehalten wird, werden künftig nicht zur Veröffentlichung auf TED angenommen. Die Neuerungen greifen für Vorinformationen seit dem 15. Januar 2020. Ab dem 15. April 2020 wird die Regel für die Auftragsbekanntmachungen greifen.  und alle anderen Bekanntmachungen werden ab dem 15. Juli 2020 betroffen sein.

## Klassifikationssystem
Das Klassifikationssystem umfasst einen Hauptteil und einen Zusatzteil:

### Hauptteil
Dem Hauptteil liegt eine Baumstruktur mit Codes aus maximal neun Ziffern zugrunde, denen jeweils eine Bezeichnung zugeordnet ist, die Lieferungen, Bauarbeiten oder Dienstleistungen, die Auftragsgegenstand sind, beschreibt.
Der numerische Code umfasst acht Ziffern und ist unterteilt in:
- Abteilungen, die durch die beiden ersten Ziffern des Codes bezeichnet werden;
- Gruppen, die durch die drei ersten Ziffern des Codes bezeichnet werden;
- Klassen, die durch die vier ersten Ziffern des Codes bezeichnet werden;
- Kategorien, die durch die fünf ersten Ziffern des Codes bezeichnet werden.

Jede der drei letzten Ziffern eines Codes entspricht einer weiteren Präzisierung innerhalb der einzelnen Kategorien. Eine neunte Ziffer dient zur Überprüfung der vorstehenden Ziffern (sogenannte „Prüfziffer“).

### Zusatzteil
Der Zusatzteil kann verwendet werden, um die Beschreibung des Auftragsgegenstands zu ergänzen. Er besteht aus einem alphanumerischen Code, dem eine Bezeichnung entspricht, mit der die Eigenschaften oder die Zweckbestimmung des zu erwerbenden Gutes weiter präzisiert werden können.
Der alphanumerische Code umfasst:
- Eine erste Ebene, die aus einem Buchstaben besteht, der einem Abschnitt entspricht;
- eine zweite Ebene, die aus vier Ziffern besteht, von denen die drei ersten eine Unterteilung darstellen und die letzte eine Kontrollziffer ist.

## Beispiele
| CPV-Nr.    | Bezeichnung                                                                         |
| ---------- | ----------------------------------------------------------------------------------- |
| 01000000-7 | Erzeugnisse der Landwirtschaft, des Gartenbaus, der Jagd und zugehörige Erzeugnisse |
| 01100000-8 | Feldfrüchte und Erzeugnisse des Erwerbsgartenbaus                                   |
| 01110000-1 | Getreide und andere Feldfrüchte                                                     |
| 01111000-8 | Getreide                                                                            |
| 01111100-9 | Weizen                                                                              |
| 01111110-2 | Hartweizen                                                                          |
| 01111120-5 | Weichweizen                                                                         |
| 01111200-0 | Mais                                                                                |
| 01111300-1 | Reis                                                                                |